# بیمارستان مسیحی بانکوک
بیمارستان مسیحی بانکوک (به انگلیسی: Bangkok Christian Hospital) بیمارستانی در شهر بانکوک کشور تایلند است که در ۳ دسامبر ۱۹۴۹ میلادی ساخته شده‌است.